# Musculus vernicosus
Musculus vernicosus är en musselart som först beskrevs av Middendorff 1849.  Musculus vernicosus ingår i släktet Musculus och familjen blåmusslor. Inga underarter finns listade i Catalogue of Life.